# Glitter/fated
《glitter/fated》（閃耀／宿命）是日本歌手濱崎步第41張單曲，2007年7月18日於日本發售。

## 說明
- 自第40張單曲《BLUE BIRD》以來相隔1年1個月的新單曲。
- 單曲收錄兩首新歌《glitter》和《fated》，兩首分別成為日本Zespri黃金奇異果的電視廣告歌曲，以及日本電影「怪談」的主題曲。
- 本張單曲共分為「CD+DVD」、「CD ONLY」兩個型態販售，封面各自不同。
- 本作另收錄於2006年11月29日發行第八張原創專輯的標題曲《Secret》。繼第25張單曲《Daybreak》約5年半以來，再次重發單曲。
  - 《Secret》一曲為香港電影「傷城」的國際主題曲，該情報早在2006年底便已對外公布。而本單曲發行前的2007年7月7日，則是該電影在日本正式上映的日子。濱崎步本人也有以特別嘉賓的身分出席7月4日在日本舉行的電影特映會，並與電影導演劉偉強和主演金城武同台。
- DVD收錄了由濱崎步與香港演員余文樂合作拍攝，包含兩首A面單曲的短片《距愛～Distance Love～》，這是濱崎步自第28張單曲《Voyage》以來相隔4年10個月，第二次拍攝短片作為MV。除了短片版外，亦有將兩首歌各自獨立剪輯的MV版本。
- 次作單曲《talkin' 2 myself》收錄《fated》的管絃版本。
- 《glitter》和《fated》其後收錄於2008年1月1日發售的第九張原創專輯《GUILTY》，同年9月10日發售的單曲精選輯《A COMPLETE ～ALL SINGLES～》僅收錄《glitter》一曲。
- 本作為濱崎步於第二張精選輯《A BEST 2》後首張單曲，可說是揭開濱崎步第三章的序幕，發行後首週空降單曲排行榜冠軍，達成單曲部門五冠王。
  1. 最多冠軍單曲（28張）。
  2. 單曲TOP 10單曲（39張）。
  3. 單曲累計最多銷量（2021.8萬）。
  4. 最多百萬單曲（5張）。
  5. 日本女歌手連續九年都有單曲冠軍。發行當時與中森明菜並列史上第一，但至2009年的《Rule/Sparkle》發售後，已更新至連續十年，成為史上單獨第一。

## 收錄歌曲
全曲作詞：濱崎步

### CD
1. glitter "original mix"　
作曲：Kazuhiro Hara／編曲：HΛL
日本Zespri黃金奇異果電視廣告歌曲
2. fated "original mix"　
作曲：萩原慎太郎・松浦晃久／編曲：CMJK
電影「怪談」主題曲
3. Secret "original mix"
作曲：Tetsuya Yukumi　編曲：HIKARI
電影「傷城」國際版主題曲
8th album『Secret』先行收錄
4. glitter "original mix -Instrumental-"
5. fated "original mix -Instrumental-"

### DVD
1. "距愛 ～Distance Love～" (glitter / fated) short film <18min.>
2007年6月在香港拍攝短片。濱崎步與香港演員余文樂一起演出。